# Piridoxina 5-deshidrogenasa
La piridoxina 5-deshidrogenasa (EC 1.1.99.9, también llamada piridoxal-5-deshidrogenass, piridoxol 5-deshidrogenasa, piridoxin 5-deshidrogenasa, piridoxina deshidrogenasa, piridoxina 5'-deshidrogenasa) es una enzima que cataliza la siguiente reacción química:

## Estructura y características
El nombre sistemático de esta enzima es piridoxina:(aceptor) 5-oxidoreductasa. Esta enzima presente en bacterias del género Pseudomonas participa en el metabolismo de la vitamina B6. Posee 2 cofactores: FAD y Pirroloquinolina quinona (PQQ).